# Palham Kotī
Palham Kotī (persiska: پلهم كتی) är en ort i Iran.   Den ligger i provinsen Mazandaran, i den norra delen av landet, 130 km nordost om huvudstaden Teheran. Palham Kotī ligger 10 meter över havet och antalet invånare är 167.
Terrängen runt Palham Kotī är platt. Runt Palham Kotī är det tätbefolkat, med 286 invånare per kvadratkilometer. Närmaste större samhälle är Babol, 17,3 km öster om Palham Kotī. Trakten runt Palham Kotī består till största delen av jordbruksmark.